# Меженциці
Меженцице (пол. Mierzęcice) — село в Польщі, у гміні Меженциці Бендзинського повіту Сілезького воєводства.
Населення — 2470 осіб (2011).
У 1975-1998 роках село належало до Катовицького воєводства.

## Демографія
Демографічна структура станом на 31 березня 2011 року:
|          | Загалом | Допрацездатний вік | Працездатний вік | Постпрацездатний вік |
| -------- | ------- | ------------------ | ---------------- | -------------------- |
| Чоловіки | 1226    | 234                | 840              | 152                  |
| Жінки    | 1244    | 229                | 731              | 284                  |
| Разом    | 2470    | 463                | 1571             | 436                  |